# Stine Pettersen Reinås
Stine Pettersen Reinås (15 luglio 1994) è una calciatrice norvegese, difensore dello Stabæk e della nazionale norvegese.

## Palmarès

### Club
- Campionato norvegese: 1

Stabæk: 2013
- Coppa di Norvegia: 3

Stabæk: 2013